# Красково (Харовский район)
Красково — село в Харовском районе Вологодской области.
Входит в состав Слободского сельского поселения, с точки зрения административно-территориального деления — в Слободской сельсовет.
Расстояние по автодороге до районного центра Харовска — 61 км, до центра муниципального образования Арзубихи — 12 км. Ближайшие населённые пункты — Халчиха, Ваулиха, Конечная, Мишутиха.
По данным переписи в 2002 году постоянного населения не было.